# Psapharochrus abstersus
Psapharochrus abstersus is een keversoort uit de familie van de boktorren (Cerambycidae). De wetenschappelijke naam van de soort werd voor het eerst geldig gepubliceerd in 1880 door Henry Walter Bates.